# Andorra (Aragão)
Andorra é um município da Espanha na província de Teruel, comunidade autónoma de Aragão. Tem 141,58 km² de área e em 2021 tinha 7 327 habitantes (densidade: 51,8 hab./km²).

## Demografia
| Variação demográfica do município entre 1991 e 2004 | Variação demográfica do município entre 1991 e 2004 | Variação demográfica do município entre 1991 e 2004 | Variação demográfica do município entre 1991 e 2004 |
| --------------------------------------------------- | --------------------------------------------------- | --------------------------------------------------- | --------------------------------------------------- |
| 1991                                                | 1996                                                | 2001                                                | 2004                                                |
| 8680                                                | 8282                                                | 7816                                                | 7883                                                |